# 星のない渚
「星のない渚」（ほしのないなぎさ）は、1977年にリリースされた小畑実のシングル。

## 解説
「歌の行商」活動が好を奏してか、前年の「湯の町しぐれ」に続いてヒットを記録。

## 収録曲
1. 星のない渚
  - 作詞:西條直樹／作曲:渡久地政信／編曲:一ノ瀬義孝
2. はまゆうの道
  - 作詞:西條直樹／作曲:渡久地政信／編曲:寺岡真三